# Сьвецехув
Сьвецехув (пол. Świeciechów) — село в Польщі, у гміні Мнішкув Опочинського повіту Лодзинського воєводства.
Населення — 185 осіб (2011).
У 1975-1998 роках село належало до Пйотрковського воєводства.

## Демографія
Демографічна структура станом на 31 березня 2011 року:
|          | Загалом | Допрацездатний вік | Працездатний вік | Постпрацездатний вік |
| -------- | ------- | ------------------ | ---------------- | -------------------- |
| Чоловіки | 92      | 20                 | 66               | 6                    |
| Жінки    | 93      | 16                 | 52               | 25                   |
| Разом    | 185     | 36                 | 118              | 31                   |